# Mayasettikoppa, Shikarpur
Mayasettikoppa là một làng thuộc tehsil Shikarpur, huyện Shimoga, bang Karnataka, Ấn Độ.